# Port lotniczy Gloucester
Port lotniczy Gloucester (ang.: Gloucestershire Airport, kod IATA: GLO, kod ICAO: EGBJ) – lotnisko położone w regionie Gloucestershire między dwoma miastami: Gloucester oraz Cheltenham. Lotnisko położone jest niedaleko autostrady M5.

## Historia
W 1931 roku lotnisko zostało zbudowane i nazwane jako Down Hatherley Airfield. W 1936 roku władze miast Gloucester oraz Cheltenham wykupiły lotnisko i nazwali je jako Staverton Airfield. Podczas drugiej wojny światowej lotnisko służyło jako lotnisko wojskowe RAF. 
W latach 60. oraz 70. lotnisko stało się muzeum o nazwie Skyfame, pokazującym samoloty RAF z czasów II wojny światowej. W latach 90. lotnisko stało się lotniskiem dla helikopterów. Bond Air Services założył bazę operacyjna w Gloucester Airport. Helikoptery Policji również korzystały z tego lotniska.

## Linie lotnicze i połączenia
Większość lotów na lotnisku Gloucestershire jest obsługiwana przez prywatne samoloty.
Wcześniej Citywing latał na Wyspę Man co najmniej 5 razy w tygodniu w miesiącach zimowych i do 25 razy w tygodniu w szczycie sezonu letniego. Trasa do Jersey była obsługiwana 3 razy w miesiącu w szczycie sezonu od lipca do września, ale nie była obsługiwana w miesiącach zimowych. Loty te zakończono w marcu 2017 r., po likwidacji linii lotniczej.
Na lotnisku są również organizowane loty helikopterowe oraz loty po regionie Gloucestershire.